# Веховіче
Веховіче (пол. Wiechowicze) — село в Польщі, у гміні Константинів Більського повіту Люблінського воєводства. Населення — 76 осіб (2011).

## Історія
За даними етнографічної експедиції 1869—1870 років під керівництвом Павла Чубинського, у селі переважно проживали греко-католики, які розмовляли українською мовою.
У 1975—1998 роках село належало до Білопідляського воєводства.

## Демографія
Демографічна структура станом на 31 березня 2011 року:
|          | Загалом | Допрацездатний вік | Працездатний вік | Постпрацездатний вік |
| -------- | ------- | ------------------ | ---------------- | -------------------- |
| Чоловіки | 39      | 5                  | 33               | 1                    |
| Жінки    | 37      | 7                  | 20               | 10                   |
| Разом    | 76      | 12                 | 53               | 11                   |